# ALL HANDS TOGETHER
「ALL HANDS TOGETHER」（オール・ハンズ・トゥゲザー）は、2006年6月7日に発売された中島美嘉の18枚目のシングル。

## 解説
- アメリカンミュージックのルーツを意識して制作された前作「CRY NO MORE」の流れで制作された楽曲。既に「CRY NO MORE」の頃から曲自体は完成していたという。
- この作品のキャッチコピーは「ALL HANDS TOGETHER〜音楽を愛すもの今ここに立ち上がれ〜」である。
- 2005年8月にハリケーン・カトリーナの被害を受けた音楽都市ニューオーリンズへ向けて制作されたチャリティーソング。ニューオーリンズ発祥のリズム、セカンド・ライン・ビートを取り入れている。
- この曲を制作した時は実際に被災地であるニューオリンズの風景は見ておらず、風景を想像しながら自分が思ったことを率直に詩に書いたという。制作後の2006年2月に中島は実際にニューオリンズに足を運んでおり、被害がとても大きかったと語っている。
- CDの売り上げの一部を復興支援としてニューオーリンズに寄付した。
- アラン・トゥーサン、シリル・ネヴィルらがこの楽曲に参加している[1]。
- 2006年5月31日に、東京・キリスト品川教会のチャペルで行われたイベントでアラン・トゥーサンやエルヴィス・コステロと共演した[2]。
- PVはニューヨークで撮影された。
- カップリングの「WHAT A WONDERFUL WORLD」は、ルイ・アームストロングの同曲をカヴァー。
- 初回盤には中島美嘉オリジナルミサンガが封入された。

## 収録曲
1. ALL HANDS TOGETHER [5:52]
  - 作詞：中島美嘉、SOUL OF SOUTH／作曲：Lori Fine／編曲：河野伸
2. WHAT A WONDERFUL WORLD [2:52]
  - 作詞・作曲：George David Weiss、Robert Thiele／編曲：Dr. kyOn
3. ALL HANDS TOGETHER（COLDFEET Remix） [6:37]
4. ALL HANDS TOGETHER（Instrumental） [5:48]

## 収録アルバム
- YES (#1,2)
- ずっと好きだった〜ALL MY COVERS〜 (#2)
- DEARS (#1)
- 雪の華15周年記念ベスト盤「BIBLE」 (#1)